# 5월 16일
5월 16일은 그레고리력으로 136번째(윤년일 경우 137번째) 날에 해당한다.

## 사건
- 218년 - 로마 황제 카라칼라의 어머니 율리아 돔나의 동생인 율리아 매사(en:Julia Maesa)가 마크리누스를 제거하고 엘라가발루스를 로마의 황제로 추대했다.
- 1605년 - 교황 바오로 5세가 233대 로마 교황에 취임했다.
- 1948년 - 이스라엘의 초대 대통령으로 하임 바이츠만이 선출된다.
- 1961년 - 대한민국, 박정희 소장을 중심으로 5·16 군사정변이 일어났다.
- 1966년 - 중화인민공화국에서 문화 대혁명이 시작됐다.
- 1997년 - 콩고 민주 공화국에서 모부투 세세 세코를 대통령직에서 쫓아냈다.
- 2001년 - 예지학원 화재가 발생했다.
- 2007년 - 프랑스 대통령에 니콜라 사르코지가 취임했다.
- 2010년 - 대한민국, 스타크래프트 승부조작 사건이 발생하여 프로게이머 11명이 구속·기소 되었다.

## 문화
- 1929년 - 미국, 제1회 아카데미상이 캘리포니아주 로스앤젤레스의 할리우드에서 열리다.
- 1970년 - 대한민국 서울특별시 마포구 도화동과 영등포구 여의도동을 잇는 다리인 마포대교가 완공되었다.
- 1975년 - 일본인 다베이 준코가 여성으로서는 처음으로 에베레스트 산을 등정하는 데 성공했다.
- 1987년 - 대한민국 프로야구 해태 타이거즈의 선동열 선수가 사직구장에서 한 경기 최다 투구(232구)를 기록하였다. 상대 투수는 롯데 자이언츠의 최동원 선수이며 209구를 던졌다.
- 2005년 - 대한민국 경기도 고양시 일산구가 일산동구와 일산서구로 분리하다.
- 2006년 - 애플의 1세대 맥북이  공개됐다.

## 탄생
- 1718년 - 이탈리아의 언어학자, 수학자 마리아 아녜시. (~1799년)
- 1898년 - 일본의 영화 감독 미조구치 겐지. (~1956년)
- 1904년 - 조선민주주의인민공화국의 군인, 정치인 김무정. (~1951년)
- 1905년 - 미국의 영화배우 헨리 폰다. (~1982년)
- 1915년 - 이탈리아의 영화 감독 마리오 모니첼리. (~2010년)
- 1923년 - 미국의 경제학자 머턴 밀러. (~2000년)
- 1925년 - 브라질의 축구 선수 니우통 산투스. (~2013년)
- 1928년 - 일본의 의학자, 세계 보건 기구의 제4대 사무총장 나카지마 히로시. (~2013년)
- 1936년 - 조선민주주의인민공화국의 지휘자 김병화. (~2021년)
- 1942년 - 일본의 가수 사사키 이사오.
- 1945년 - 이탈리아의 기업인 마시모 모라티.
- 1949년 - 대한민국의 교육자 김성중.
- 1950년 - 독일의 물리학자 요하네스 게오르크 베드노르츠.
- 1952년 - 대한민국의 배우 이계인.
- 1953년 - 아일랜드의 배우 피어스 브로스넌.
- 1955년 - 대한민국의 기업인 조인호.
- 1956년 - 대한민국의 배우 장기용.
- 1959년 - 미국의 배우 메어 위닝햄.
- 1960년
  - 대한민국의 변호사, 정치인. 제15·16·17·18·21대 국회의원 김영선.
  - 대한민국의 경제학자 이창용.
- 1962년
  - 대한민국의 행정 출신 정치인 맹성규.
  - 대한민국의 가수, 밴드 전태관. (봄여름가을겨울) (~2018년)
- 1963년 - 대한민국의 정치인 송언석.
- 1964년 - 대한민국의 농구 선수 정명희.
- 1965년
  - 대한민국의 정치인 지상욱.
  - 미국의 성우 크리스토퍼 에어스. (~2021년)
- 1966년
  - 대한민국의 변호사 겸 기업인 김기수.
  - 미국의 가수 재닛 잭슨.
- 1967년 - 대한민국의 정치인 윤정희. (~2024년)
- 1968년
  - 슬로바키아의 축구 심판 류보시 미헬.
  - 홍콩의 배우 구숙정.
  - 일본의 전 프로 야구 선수, 야구 지도자 나라하라 히로시.
- 1969년
  - 대한민국의 가수 김완선.
  - 미국의 배우 트레이시 골드.
- 1972년
  - 폴란드이 대통령 안제이 두다.
  - 대한민국의 전 축구 선수 김범수.
- 1973년
  - 대한민국의 가수 성대현.
  - 일본의 성우 토리우미 코스케.
  - 미국의 배우 제이슨 아쿠나.
- 1974년 - 이탈리아의 싱어송라이터 라우라 파우시니.
- 1975년 - 대한민국의 전 야구 선수, 현 야구 코치 김필중.
- 1976년 - 대한민국의 전 축구 선수 이성재.
- 1977년 - 일본의 성우 이마이 아사미.
- 1979년 - 대한민국의 가수, 뮤지컬 배우 이희진 (베이비복스).
- 1980년
  - 대한민국의 배우 차서원.
  - 대한민국의 야구 선수 백승훈.
  - 일본의 성우 사토 아케미.
- 1981년
  - 중화인민공화국의 배우, 가수 위샤오광.
  - 루마니아의 전직 축구 선수 마리우스 니쿨라에.
- 1982년
  - 대한민국의 배우 주지훈.
  - 대한민국의 축구 선수 손승준.
- 1983년
  - 레바논의 가수 낸시 아즈람.
  - 대한민국의 아나운서 홍민희.
  - 대한민국의 정치인 장철민.
- 1984년
  - 케나다의 전 축구 선수 잇세이 나카지마.
  - 미국의 작사가 제임스 폰틀로이.
- 1985년
  - 대한민국의 배우 정석원.
  - 일본의 가수, 배우 오오쿠라 타다요시 (SUPER EIGHT).
- 1986년
  - 미국의 배우 메건 폭스.
  - 일본의 아이돌 요코오 와타루.
  - 대한민국의 전직 축구 선수 이성민.
- 1987년 - 대한민국의 레이싱 모델 한채이.
- 1988년
  - 대한민국의 배우, 모델 안보현.
  - 대한민국의 바둑 기사 한상훈.
  - 대한민국의 축구 선수 김정현.
- 1989년
  - 대한민국의 배우 김권.
  - 대한민국의 가수 장범준.
  - 대한민국의 야구 선수 이흥련.
- 1990년
  - 영국의 배우 토머스 브로디생스터.
  - 대한민국의 가수 김보경.
- 1991년
  - 미국의 피겨 스케이팅 선수 애슐리 와그너.
  - 불가리아의 테니스 선수 그리고르 디미트로프.
- 1992년 - 대한민국의 전 배우 이슬하.
- 1993년
  - 대한민국의 가수 아이유.
  - 대한민국의 트로트 가수 김의영.
- 1994년
  - 대한민국의 아나운서 이윤지.
  - 대한민국의 수영 선수 정유인.
  - 일본의 가수 사쿠라이 레이카.
  - 미국의 배우 마일스 하이저.
- 1995년
  - 대한민국의 가수 지키 (블랙식스).
  - 대한민국의 배우 백승도.
- 1996년 - 대한민국의 가수 강시원.
- 1997년
  - 대한민국의 축구 선수 정태욱.
  - 대한민국의 야구 선수 김동욱.
- 1998년 - 대한민국의 래퍼 FDR.
- 2000년
  - 대한민국의 치어리더 이금주.
  - 일본의 축구 선수 기무라 다쿠토.
- 2001년 - 대한민국의 축구 선수 김지한.
- 2003년 - 대한민국의 축구 선수 조동재.
- 2006년 - 일본의 아이돌 오오가 사키.
- 2007년 - 미국의 배우 아이비 조지.
- 2008년 - 대한민국의 배우 정문영, 정인영.
- 2014년 - 대한민국의 가수 이수연.

## 사망
- 290년 - 서진의 초대 황제 사마염. (236년~)
- 995년 - 일본 헤이안 시대의 귀족 겸 정치인 후지와라노 미치타카. (953년~)
- 1375년 - 중국 명나라의 군사전략가, 정치인, 시인 유기. (1311년~)
- 1703년 - 프랑스의 작가 샤를 페로. (1628년~)
- 1830년 - 프랑스의 수학자, 물리학자 조제프 푸리에. (1768년~)
- 1947년 - 중화민국의 장군 장링푸. (1903년~)
- 1984년
  - 미국의 극작가, 소설가 어윈 쇼. (1913년~)
  - 중국 현대의 평론가·교육가 청팡우. (1897년~)
- 2010년 - 미국의 가수 로니 제임스 디오. (1942년~)
- 2011년 - 대한민국의 배우 박주아. (1942년~)
- 2019년
  - 미국의 가수 겸 작사가 미크 미셸. (1922년~)
  - 오스트레일리아의 제23대 총리 밥 호크. (1929년~)
  - 미국의 프로레슬링 선수 애슐리 마사로. (1979년~)
- 2020년
  - 대한민국의 성우 윤미림. (1937년~)
  - 미국의 영화 감독, 영화 각본가, 영화 제작자 린 셸턴. (1965년~)
  - 타이완의 하카 저자 중자오정. (1925년~)
- 2021년 - 방글라데시의 정치인, 총리 무두드 아흐메드. (1940년~)
- 2022년 - 미국의 영화배우 존 아일워드. (1946년~)
- 2024년
  - 대한민국의 정치인 박명서. (1938년~)
  - 미국의 영화배우 대브니 콜먼. (1932년~)
- 2025년
  - 헝가리의 수학자 럭스 페테르. (1926년~)
  - 스웨덴의 자선가 마리안네 베르나도테. (1924년~)
  - 대한민국의 기업인 천병년. (1957년~)

## 기념일
- 부처님 오신 날 - 2032년, 2043년, 2062년, 2081년, 2100년
- 국경일(National Day), 살바 키르 마야르디트에 의해 선언됨: 남수단
- 교사의 날(Teachers' Day): 말레이시아

## 같이 보기
- 전날: 5월 15일 다음날: 5월 17일 - 전달: 4월 16일 다음달: 6월 16일
- 음력: 5월 16일
- 모두 보기